# Українська шляхта

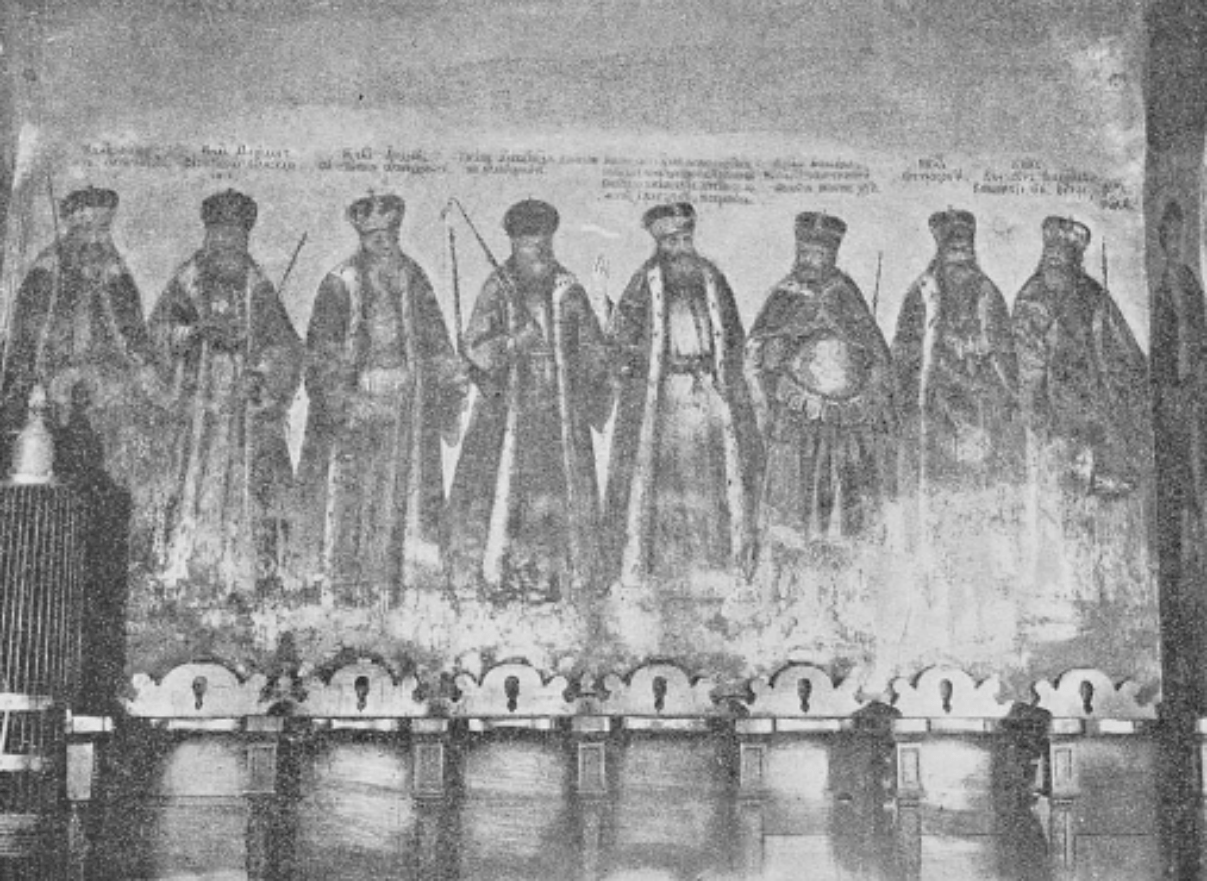
Князі роду Санґушків, Острозьких, Вишневецьких. Розпис у соборі Успення Пресвятої Богородиці Києво-Печерського монастиря. Реставрація, 1843 рік.

Украї́нська шля́хта, також рýська шля́хта — вищий суспільно-політичний, привілейований та провідний соціальний стан, котрий є аристократією в Русі-Україні, Королівстві Русі, Великому князівстві Литовському, Руському та Жемайтійському, Речі Посполитій, Козацькій державі та інших державних утвореннях на теренах України.

## Витоки шляхти
Впродовж століть вітчизняна суспільно-політична еліта незмінно мала військове походження. «Люди війни» старожитної Русі та козацької України, у нескінченних походах та битвах, повсякчасно доводили своє природне право перебувати на чолі народу та його державної організації. В руському суспільстві середньовічної та ранньомодерної доби привілейоване становище в суспільстві безпосередньо залежало від виконання військових обов'язків. Відповідно, особа, що мала належні здібності та опанувала військове мистецтво, мала всі шанси здобути собі високий соціальний статус.
Це відрізняло тогочасні українські еліти від більшості інших країн Європи де, якщо і відбувалися зміни еліт, то зовсім не в напрямі більшої мілітаризації. У тогочасній Європі в конкуренцію зі старою аристократичною верхівкою вступила еліта, що мала передусім економічне походження, — буржуазія, яка виросла з купецтва та міського патриціату.
Маючи, за різними підрахунками, від 5 до 12 млн мешканців та займаючи, в період свого розквіту близько 800 тисяч км² території (половина з них була у межах сучасної України), Русь була найбільшим державним утворенням середньовічної Європи. Найвище місце у суспільній ієрархії Руської держави посідали князі. Княжі воїни, старші й молодші дружинники утворювали клас вищої знаті, що їх ще називали — мужами. Велику вагу мали також купці, особливо ті, що займались міжнародною торгівлею. З дозволу князів вони мали власні дружини та організовували не тільки торгові, але й військові походи. Походи відбувались як на Чорне море — Крим та Константинополь, так й на Каспійське море, у Болгарію, на Кавказ та в інші регіони.
На структуру князівської дружини мали вплив як скандинавські та грецько-болгарські, так і місцеві давньоукраїнські зразки побудови структури. Старші дружинники на Русі називалися боярами. Це слово, скоріш за все, прийшло від тюрків-болгар, у яких найвищий військовий ранг «боїл» (боляр) відповідав візантійському званню — патрикій. Молодшого дружинника називали — гридь.
В після-київські часи в українській традиції боярами називали як вільних так і невільних людей (частіше військових) — найближче оточення князя. Різниця між ними полягала в тому, що вільний боярин міг завжди порвати стосунки з князем й перейти до іншого. Але покинути князя в біді чи під час війни, й перейти до іншого вважалось безчестям.
У ХІІ — ХІІІ століттях дедалі частіше князі поступались частиною своїх повноважень на управління підвладних земель й віддавали їх своїм представникам (в основному — боярам). Так поступово сформувався незалежний від князя прошарок незалежних земельних бояр, які могли самі диктувати свою волю князям.
Незважаючи на існування такого історичного поняття — як Галицько-Волинська держава, структура та відносини в середині верхівки цих князівств були відмінними. Як відзначають дослідники, галицькі бояри були найбільш впливовими, багатими та незалежними з усіх руських князівств. З одного боку це пов'язано з тим, що галицька аристократія формувалась з місцевої племінної знаті, й перші Рюриковичі, коли прийшли в Галичину й зіштовхнулися з сильною місцевою знаттю лише взяли її до себе на службу. З іншого боку, завдяки відносно стабільному правлінню Ростиславовичів протягом чотирьох поколінь, бояри доволі зміцніли. Згодом, вони мали можливість утримувати власні бойові дружини з дрібніших феодалів. Така незалежність призводила до того, що часто бояри поставали проти князів не тільки власними силами. Так, коли згасла династія Галицьких князів, у 1340-х роках місцеві бояри під проводом Дмитра Дедька, взяли владу в свої руки. Але ті ж самі бояри запрошували на допомогу сусідів з Польщі та Угорщини, що згодом призвело до занепаду Галицького князівства та загарбання його іншими державами.
Волинські бояри — традиційний для українських князівств штиб бояр. Більшість з них походила з князівської дружини та дуже залежали від волі князя. Ці бояри отримували земельні володіння та права від князя, тому й служили йому та підтримували. Крім того, саме волинські князі об'єднали ці два князівства у єдину державу.
Однак 1387 року окуповане Королівство Русі увійшло до складу коронних земель Польщі, а Закарпаттям володіли угорці.

## Формування шляхти
Наприкінці XIV століття майже вся територія України увійшла до складу Литовсько-Руської держави. Влада Великого князя Литовського встановлювалась в українських князівствах доволі мирно. Частково, завдяки угодам з місцевою знаттю, частково — через укладання шлюбів, менше — шляхом завоювань. В усіх випадках приєднання до Литовської держави відбувалось на принципах «старовини не рушаємо», тобто — не порушення старих традицій, відносин та законів. Перехід влади від Рюриковичів до Гедиміновичів був номінальним. Литовська адміністрація користувалась «руською мовою» та «Руською правдою», а місцева аристократія стала частиною правлячого класу нової держави.
Наділяти підлеглих землею та привілеями Великий князь Литовський міг: за вислугу до ласки (тимчасовий бенефіцій), за доживотну вислугу (пожиттєвий бенефіцій) або у вислужену отчину (феод або алод). Роздавалися й державні посади. Наприкінці XIV століття Великий князь почав перетасовувати призначення, щоб усунути систему удільних князів. Нащадки князівських родів, що були переміщені, називались княжатами-повітниками.
Таким чином, в Україні відбувається розшарування між військовою челяддю і «шевальє» (військовою верхівкою). Також боярин відрізнявся від бояра. В українських землях «бояринами» стали називати людей, що належать бояру. Слуги панцерні — боярини становили на Київщині майже третину сільського населення. Вони були під особливим захистом закону, але вважались челяддю.
Вільні «шевальє» одержують назву «шляхта». Цей термін прийшов скоріш за все з Чехії, через Польщу та Галичину — від німецького das Geschlecht — рід, покоління. Спочатку в литовсько-руському середовищі слово «пан» означало тільки членів великокнязівської ради і тих шляхтичів, які виступили у військовий похід із власними корогвами, а не в загальному ополченні. Пізніше воно поширилось на всю шляхту і стало формою звертання.
В Україні, що входила до складу Великого князівства Литовського, основою шляхти стали 20-30 княжих та магнатських родів, в основному нащадків династій Рюриковичів та Гедиміновичів. До найбагатших та найзначніших домів належали: Острозькі, Сангушки, Чорторийські, Збаразькі, Вишневецькі, Заславські, Четвертинські, Корецькі, Гольшанські-Дубровицькі та інші. Саме представники цих родин займали переважну більшість високих посад у Литовській державі.
Наступна верства шляхти, що налічувала кількасот родин в Україні походила, частково від боярства Київської доби, частково від представників місцевої адміністрації. Вони мали маєтки по 10-15 сіл та впливали на місцеве правління. Привілеї більшості знаті, що формувала суспільний стан шляхти, випливала з військової служби Великому князю. Тисячі родин, в тому числі вихідці з селян та міщан, отримували статус шляхтича відбуваючи військову службу у походах, охороні замків, кордонів, знаходячись у збройних загонах князів та магнатів. Нерідко вони мали дуже маленькі наділи землі. Особливо це стосувалось Галичини. Серед дрібної шляхти найбільш відомі роди — Бачинські, Кульчицькі, Крушельницькі, Голинські, Грабовецькі, Яворські, Чайковські, Витвицькі, Терлецькі, Хлопецькі, та інші.

## Градація та права шляхти
Тим часом, після шлюбу Великого князя Ягайла з польською королевою Ядвігою 1385 року була укладена Кревська унія. Українські землі, окрім Галичини та Закарпаття, залишились у складі Литовського князівства. Ті українські князі, які залишились на власних отчинах з кінця XIV ст. називались головними княжатами.
Однак, поступово литовська адміністративна та правова система починає будуватися на зразок польської. Воєвода призначався тільки за згодою шляхти, а то й з місцевого середовища. Помічником воєводи і комендантом воєводського замку був каштелян, який правив також центральним повітом воєводства. В центральному апараті були — канцлер, підканцлер, підскарбій (міністр фінансів), гетьман коронний (командувач військами), гетьман польний чи наказний (заступник, виконувач обов'язків гетьмана), підкоморій (відповідав за порядок в замку, пізніше — розбирав конфлікти між шляхтою), маршалок земський (відповідав за роботу Ради панства і сейму), маршалок дворний (начальник служби із шляхти при дворі) та ін. Пізніше всі ці посади могли бути й просто почесними званнями, оскільки в Польщі, Литві та Україні не було окремих дворянських титулів. У провінції в повітах правили старости, які мали право готуватись за державний кошт.
Відповідно до польських законів, шляхта мала право на власність, звільнялась від різноманітних повинностей та мала судову владу над селянами. Згідно з Кошицьким привілеєм 1374 року шляхта отримала виключне право займати посади воєвод, каштелянів, суддів, підкоморіїв та інш. «Віра» за вбивство шляхтича становила 60 гривень, за лицаря рядового — 30 гривень, лицаря останньої категорії — 15 гривень. Кожен шляхетський рід повинен був мати свій герб.
Дрібна шляхта була відносно відкритим суспільним станом, який поповнювався за рахунок неаристократичного елементу з князівського та магнатського ополчення та військових формувань під час численних бойових дій.
Попри великі соціально-економічні відмінності та конфлікти, що мали місце між різними верствами шляхти, в цілому серед них розвивалось відчуття приналежності до одного стану. Обдарована привілеями у 1387, 1413, 1430, 1434 роках польська (а згодом польсько-литовська) шляхта була однією з найбільш захищених шляхетських верств тогочасної Європи. Вільність, рівність, незалежність — ці шляхетські гасла сприймались як вроджені чесноти шляхтича.
Навіть бідні шляхтичі, що були слугами у великих панів мали «гонор» та дистанціювались від «бидла» — селян та міщан. Через право обирати королів, кожний шляхтич вважав себе рівним до нього, тримав за «пана-брата» і завжди пам'ятали про право на рокош. Кожен з шляхтичів, що засідав на сеймі, мав за собою право вето.
На відміну від Польщі — шляхетської республіки, всевладдя шляхти в Литві не було. Литовський Великий князь міг переміщати інших князів із володіння на володіння. У 1390-х роках князь Вітовт закріпив цей стан речей та провів ряд реформ. Так, Федір Любартович маєток за маєтком був позбавлений своїх багатих володінь на Волині. Новгород-Сіверське князівство було забране у Володимира Ольгердовича, а Федір Коріятович Подільський був звинувачений у непокорі та вимушений був тікати у вигнання. На місце удільних непокірних князів Вітовт призначав шляхтичів, чи нетитулованих бояр, що володіли землями «з ласки великого князя». Зміни торкнулися й дрібних бояр. Щоб зберегти свої землі, вони повинні були відбувати військову службу.
Така політика викликала серед литовської та української знаті велике невдоволення, яке ставало загрозливим. Зважаючи на це, 1413 р. у Городні Ягайло домовився з Вітовтом дарувати литовсько-українським боярам-католикам такі ж широкі права, які мала польська шляхта. Відповідно до Городельської унії 47 родин польської шляхти надали такому ж числу литовських, українських та білоруських боярських родів свої герби. Проте таке зближення польської та литовсько-української знаті посилило розрив між католицькою та православною знаттю ВКЛ. Поділ на католиків та православних, що започаткувався Кревською унією, посилився суспільними й політичними привілеями католиків.

## Боротьба за права
Невдоволення ситуацією що склалась, вийшло на загал у 1430 році. Після смерті Вітовта, спираючись на підтримку деяких литовських магнатів, що не схвалювали зближення з Польщею, українська шляхта обрала Великим князем молодшого брата короля Ягайла — Сіверського князя Свидригайла. Побоюючись втратити вплив на Литву та Україну, поляки окупували Поділля та Волинь й проголосили Великим князем — Сигізмунда Стародубського. Внаслідок цього 1432 року Литовська держава розкололась на дві частини — Литву та Велике князівство Руське. Населені українцями землі стали на бік Свидригайла. Після кількох збройних сутичок були розпочаті переговори. В результаті переговорів православній шляхті були надані однакові права з католиками. Цим Сигізмунд прихилив на свій бік велику частину знаті. Боротьба з прихильниками Свидригайла ще деякий час тривала, однак внаслідок успішніших військових та політичних дій, а також застосовуючи тактику терору це повстання вдалося ліквідувати. Після закінчення військових дій Поділля відійшло до Польщі, а Волинь залишилась у складі Литви.
У середині XV століття стосунки між литовською та української знаттю продовжувались погіршуватись. Попри те, що 1447 року українська шляхта та бояри остаточно зрівнялись у правах з литовською шляхтою, продовжувалась централізація влади, яка не подобалась місцевій знаті. 1452 року Великий князь Казимир Ягайлович на окупованій литовськими військами Волині провів адміністративну реформу, перетворивши князівство на звичайну провінцію під управлінням урядника. 1471 року та ж сама доля спіткала й Київ. Українська шляхта виступала за збереженням за Києвом князівського правління, але марно. Таким чином рештки державності Київської Русі та самоврядування на українських землях швидко зникали.
Тим часом, після підпорядкування Русі, Поділля та Волині Польській державі, для польської шляхти відкрились величезні простори для колонізації. Поступово на українських землях виникли крупні володіння польських магнатів. Частина української шляхти намагалась цьому протистояти. Частина — полонізувалась та прилаштовувалась до нових умов. Слід відзначити, що 1447 року був виданий Віленський привілей, який зрівняв в правах католицьку й православну шляхту, а у Польщі 1454 було введено місцеве самоуправління, відповідно до якого король зобов'язаний був у згоджувати свої накази з волею місцевої польської шляхти. 1492 року — шляхта вперше обирає короля, а 1498 — був скликаний сейм, що збирався надалі раз у два роки із послів шляхетських громад.
У цей же період, на північному сході міцніла Московська держава. Завоювавши 1474 року Ростовське князівство, 1478 — Новгородське, 1485 — Тверське, та знищивши шляхом терору всяку опозицію, Московія впритул підійшла до українських земель. Проголосивши доктрину «третього Риму» та присвоївши собі титул «государя всієї Русі» — московські князі готові були розпочати похід на захід. Скориставшись напруженням у відносинах між литовською католицькою та українською православною шляхтою, Москва вирішила підтримати цей рух невдоволення у своїх цілях. 1481 року князь Федір Бєльський, змовившись з кількома православними князями планували передачу українських земель під владу Москви. Цю змову було викрито, Бєльському вдалось втекти, інших учасників було схоплено та страчено.
Коли, наприкінці XV століття московські війська наблизились до українських кордонів, православні правителі північно-східних князівств добровільно визнали зверхність Москви. Таким чином, з 1503 року до Московії відходить Чернігово-Сіверська земля по Десні.
Останній збройний виступ українських князів відбувся 1508 року. Впливовий магнат Михайло Глинський організував проти Великого князя Сигізмунда повстання української шляхти й козаків. У закликах до повстанців він говорив про необхідність захисту «грецької віри» та відновлення Київського князівства. Москва обіцяла свою допомогу, проте не надала її. Повстання було жорстоко придушено. Глинському вдалося врятуватися та пробратися до Москви. Де його, згодом, було заарештовано.

## Окатоличення шляхти

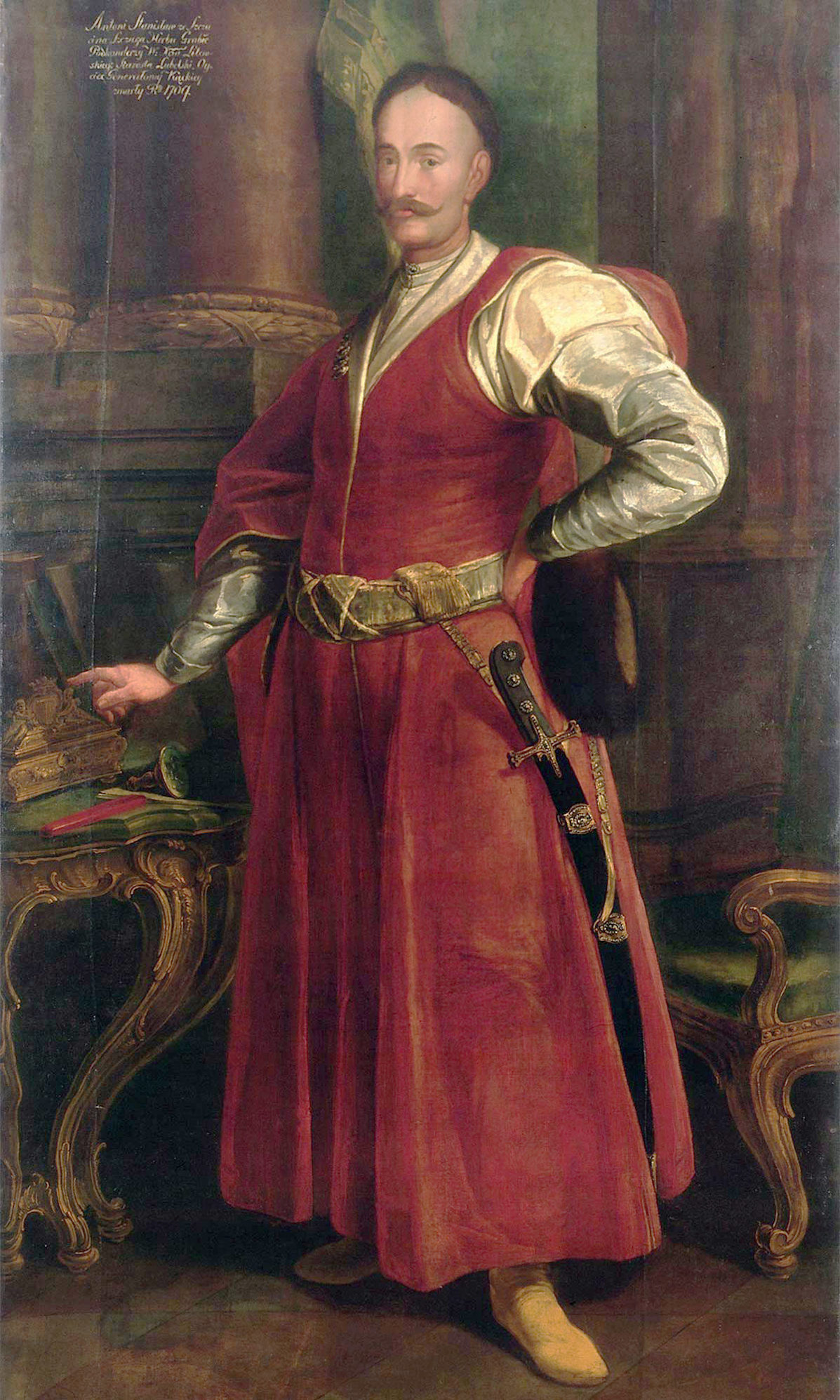
шляхтич Станіслав Антоній Щука

Поступово, зміцнюючи свою економічну незалежність, польська шляхта (в переважній більшості католицького обряду, в тому числі й на західних українських теренах) намагалась зменшити й залежність політичну — від короля. Колишні воїни, а тепер землевласники та підприємці, вони прагнули обмежити право короля розв'язувати війни, щоб не брати участь у виснажливих військових кампаніях. 1505 року польський сейм, контрольований шляхтою, схвалив закон «Nihil novi» та встановив т.з. шляхетську республіку («Золоту вольність»). Одночасно шляхта обмежувала й права міст.
1505 року більшість міст було позбавлено права голосу в сеймі. 1565 року — сейм заборонив місцевим купцям подорожувати по товари за кордон, а шляхту звільнив від мита на ввіз та вивіз товарів.
В Литовському князівстві 1529 та 1566 роках був прийнятий кодекс законів — т.з. «Литовські статути». В них нормувались та закріплювались права не лише шляхти, але й інших станів — міщан, селян та інших.
Але до 1569 року українська шляхта (шляхта православного обряду) Великого князівства Литовського, особливо її нижчі верстви, не користувались такими значними правами, як польська. Обов'язки перед князем були значно більші, ніж перед королем. В той же час польські закони передбачали, що особа, яка перейшла з православ'я на католицизм, автоматично отримує рівні права з польським (католицьким) шляхтичем. Таким чином, склалися всі умови для покатоличення української шляхти. Треба також додати, що зміни віри при цьому не відбувалось, шляхтич як був християнином, так ним і залишався, змінювався тільки обряд. В той же час при переході на службу до царя Московії всіх вихідців з Русі та Литви перехрещували по московському обряду. В Московії вважали не канонічним хрещення обливанням святою водою і примушували занурюватись всім тілом в чан.
У 1560-х роках Литва вступила у затяжний військовий конфлікт з Московським царством. В результаті виснажливих бойових дій країна опинилась перед загрозою московського вторгнення. Поляки готові були надати допомогу, але хотіли повного об'єднання двох держав.
1569 року в Любліні королем Сигізмундом Августом був скликаний сейм. Побоюючись зростаючого впливу польської шляхти та бажаючи зберегти рештки самоуправління, литовські та українські магнати до останнього опиралися остаточному злиттю з Польщею. Але середня та дрібна шляхта, сподіваючись на здобуття собі широких привілеїв, підтримала поляків. Незадоволені перебігом переговорів, магнати Великого князівства на чолі з князями Кшиштофом Радзивіллом та Костянтином Острозьким залишили сейм. Тоді поляки, за підтримки дрібної шляхти Волині, Підляшшя та Київщини оголосили про приєднання цих земель до Польщі. Після цього українсько-литовські магнати повернулись за стіл переговорів.
1 липня 1569 року була укладена Люблінська унія. Тепер до Польської корони відійшли всі українські землі. Після цього, привілеї, що їх мала польська шляхта почала робити свою справу. У Ярославі, Львові, Кам'янці, Барі, Луцьку, Вінниці та Києві було відкрито єзуїтські колегії, в яких шляхетські діти здобували сучасну європейську освіту. Полонізація проходила такими темпами і мала такі наслідки, що 1610 року був написаний трактат «Тренос, або Плач за Святою Східною Церквою». В ньому провідний православний діяч Мелетій Смотрицький тужив за «втратою для Русі таких діамантів руських князів: Слуцькі, Заславські, Збаразькі Вишневецькі, Сангушки, Чорторийські, Пронські, Ружинські, Соломирецькі, Головчинські, Коропинські, Масальські, Горські, Соколинські, Лукомські, Пузини,Сальські, Олельковичі та інші, яким немає ліку..»
Зрештою, тільки декілька магнатських родів залишились вірними православ'ю та власному народу. Українські традиції підтримували та розвивали, також окремі осередки бідної шляхти.
В Польщі, де шляхта була найбільш організована, вона становила близько 8-10 % населення (середній показник для Європи — близько 2 %). На українських землях кількість шляхти в середині XVI століття не перевищувала 5 % усього населення. В середині XVII ст., на території Волині та Центральної України, чисельність шляхти становила 38,5 — 40 тис. чоловік, або 2,3-2,5 % загальної чисельності населення регіону.
Влада, якою користувалась шляхта, була безконтрольною і такою, що порушувала навіть писані закони Речі Посполитої, що викликало все більше неприйняття та обурення у населення.
Шляхтичі пишались своїм лицарським походженням, хоробрістю та військовою вправністю. Проте, їх недисциплінованість під час бойових дій паралізувала великі шляхетські з'єднання. Крім того, настав час масових бойових армій, що вимагало наймати вояків з нижчих класів. Більшість дрібної шляхти були без- або малоземельними й наймались на службу до магнатів.

## Козацька шляхта
Наприкінці XV — на початку XVI століть на українську арену виходить нова потужна сила — українське козацтво.
Поступово, козацька старшина завоювала собі права, що дорівнювались шляхетським. Закріплення та утвердження шляхетських привілеїв за козацькою верхівкою відбулося після повстання Богдана Хмельницького та створення Гетьманщини. Переважна більшість козацької старшини були вихідцями з православних шляхетських родів.

## У складі Австрійської імперії
Після приєднання Галичини та Буковини до австрійської імперії місцева шляхта, яку очолили магнатські роди з яких було складену «Магнатську комісію» в різний спосіб підтверджує свої права в імперії Габсбурґів. В 1857 році був виданий гербівник з переліком шляхетських родів, що були затвердженні в шляхетському статусі: «Poczet szlachty galicyjskiej i bukowińskiej» (Шляхта галицька та буковинська) в якому наведено списки шляхетних родів, та дати підтвердження шляхетського статусу.

## У складі Російської імперії
На Лівобережжі перша реакція в Гетьманщині на імперську інтеграцію й асиміляцію була негативною. Щоб протидіяти автономістським вимогам української шляхти, граф Румянцев був змушений вдатися до репресій і арештів. Такі представники української шляхти, як Григорій Полетика, київський митрополит Арсеній Могилянський та багато інших, закликали не тільки до збереження автономії, але й до відновлення давно втрачених прав.
Частина української шляхти пішла на співпрацю з російським урядом. Імперська інтеграція української шляхти виявилася настільки успішною, що губернатор А. Милорадович, разом зі своїм, здебільшого українським, оточенням фактично підготував запровадження в Гетьманщині імперських інституцій. Ще один українець — київський митрополит Самуїл Миславський очолив імперську секуляризацію церковного майна і намагався знищити всі особливості, які й досі відрізняли Українську Православну Церкву від російської.

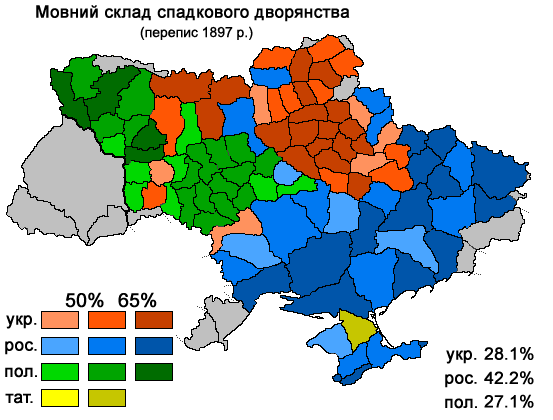
Мови визнаного дворянства в українських губерніях згідно перепису 1897 р.

Після ліквідації рештків української автономії російський уряд зіштовхнувся з проблемою урегулювання статусу суспільних верств, які історично склались в Україні. До 30-х рр. XIX ст. більшість городових козаків були записані в стан малоросійських козаків, а старшина і незначна кількість духовенства отримали дворянство. Попри русифікаційну політику імперської влади, більша частина лівобережного дворянства в різній мірі зберегла малоросійську ідентичність і вихідці саме з малоросійського дворянства розпочнуть культурне відродження України. Багато українських поетів, письменників, наукових та культурних діячів були саме представниками цієї суспільної верстви. Крім того, на відміну від української шляхти в Австро-Угорщині та Правобережжі, серед діячів з Лівобережжя була значна кількість вихідців з поміщицьких родин. Майновий стан в багатьох з них дозволяв не тільки брати участь у національному відродженні, а й підтримувати його фінансово, що було гострою та нагальною проблемою за відсутності державної підтримки.
На Правобережжі після поділів Речі Посполитої колишня шляхта проходила через процес розборів шляхти. Переважна більшість колишньої магнатерії на той час остаточно полонізувалась, в той час як околична шляхта, яка складала абсолютну більшість шляхти, переважно зберегла руську ідентичність або пройшла процес деполонізації. Після серії повстань, царський уряд позбавив більшу частину колишньої дрібної шляхти дворянських та шляхетських прав. Вони спочатку були записані в стан однодворців, а потім в міщан або державних селян.
У середині XIX ст. в правобережних губерніях поширився хлопоманський рух серед дворян (Антонович, Рильський, Михальчук тощо), які пізніше відмовились від польської ідентичності і приєднались до українського національного руху.
Революційні події початку XX ст. призвели до того, що шляхетські привілеї в Україні, як і в більшості країн Європи, було скасовано. Після  більшовицької окупації, більшість представників дворянства (які не емігрували) було знищено або репресовано. Проте на Правобережжі ще й сьогодні зберігаються цілі села, де мешкають нащадки дрібної околичної шляхти – Виговські (с. Вигов), Каленські (с. Каленське), Скуратівські (с. Скурати) в Житомирській обл., Радзієвські (с. Радівці) у Хмельницькій обл. та багато інших, які пам’ятають про власне шляхетське походження. Разом з тим у Російській імперії, а потім в СРСР існувала тенденція цих нащадків української шляхти подавати як «поляків». Однією з причин цього було намагання довести відсутність в українців власної суспільно-політичної еліти.